# Coccorella atrata
Espèce
Coccorella atrata est une espèce de poissons abyssaux de l'ordre des Aulopiformes.